# 佐洛韦格
佐洛韦格，是匈牙利佐洛州所辖的一个村，总面积12.11平方公里，总人口400，人口密度33.0人/平方公里（2010年1月1日）。